# Blond: Eva Blond! – Wie das Leben so spielt
Wie das Leben so spielt ist ein deutscher Kriminalfilm von Matthias Glasner aus dem Jahr 2004. Es handelt sich um den vierten Film zur Sat.1-Kriminalfilmreihe Blond: Eva Blond! mit Corinna Harfouch in der Titelrolle. Die Erstausstrahlung erfolgte am 19. Mai 2004 als Mittwochsfilm zur Hauptsendezeit auf Sat.1.

## Handlung
Die unter einer Rechtschreibschwäche leidende Kommissarin Eva Blond ermittelt mit ihrem türkischen Assistenten Alyans Karan in zwei Morden, die die Ermittler allem Anschein nach in die Welt der Menschenesser führt. In den Mägen der Leichen eines Regierungsdirektors und eines Drei-Sterne-Kochs wurden nämlich bei der Obduktion Teile einer seit Monaten vermissten Prostituierten gefunden. Die Hinterbliebenen Partner schweigen bei den Befragungen und Konfrontationen beharrlich. Ein auftauschendes Video, das die Toten und einen weiteren dritten Mann bei einer Sexorgie zeigt, erweist sich für Blond und Alyans als heiße Spur zum Täter.

## Kritik
Die Kritiker der Fernsehzeitschrift TV Spielfilm gaben dem vierten Film von Blond: Eva Blond! je einen von drei möglichen Punkten in den Kategorien „Humor“, „Anspruch“ und „Action“ sowie zwei Punkte in der Kategorie „Spannung“. Sie merkten an: „Ein Fall zwischen Ehekrise und akuter Lebensgefahr: makaber, spannend und mit schwarzem Humor erzählt.“ und konstatierten: „Eva springt dem Tod von der Schippe“. Der Film erhielt insgesamt die bestmögliche Wertung, Daumen nach oben.